# Aage Birch
Aage Birch  (ur. 23 września 1926 w Søllerød, zm. 13 lutego 2017) – duński żeglarz sportowy. Srebrny z medalista olimpijski z Meksyku.
Zawody w 1968 były jego trzecimi igrzyskami olimpijskimi, startował również w tej imprezie w 1952 i 1960. Po medal sięgnął w klasie Dragon. Był sternikiem, załogę uzupełniali Poul Richard Høj Jensen i Niels Markussen. W 1965 był wicemistrzem świata w tej konkurencji.